# 塩屋埼灯台
塩屋埼灯台（しおやさきとうだい）は、福島県いわき市平薄磯に建つ大型灯台。
立地と、白亜の美しい外観から「日本の灯台50選」にも選ばれ、地元では「豊間の灯台」とも呼ばれている。周辺は、磐城海岸県立自然公園に指定され、太平洋に臨んで、北に薄磯海岸、南に豊間海岸と海水浴の適地に恵まれ、マリンスポーツファンにも人気がある。

## 歴史

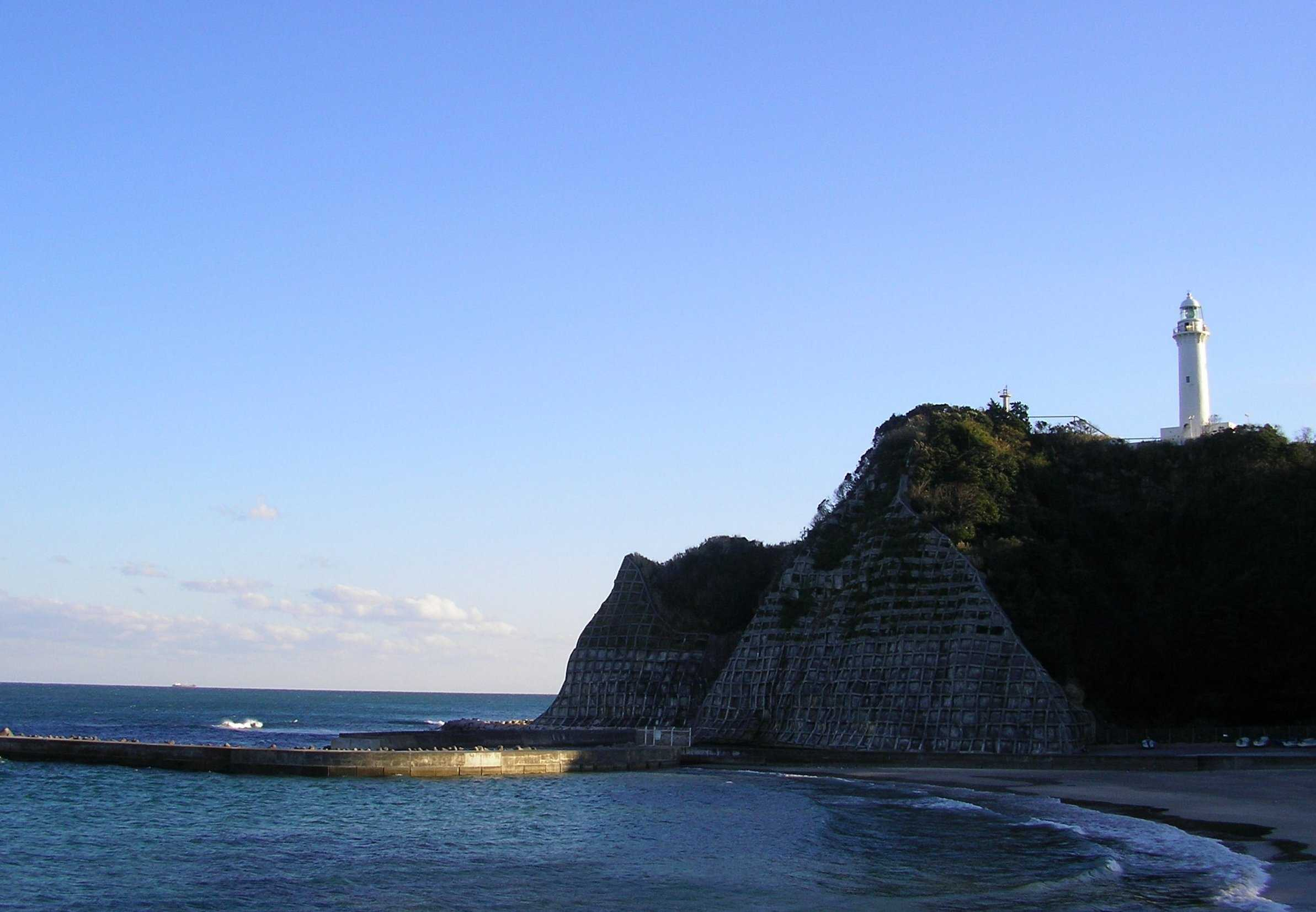
塩屋埼灯台（北方からの遠景）
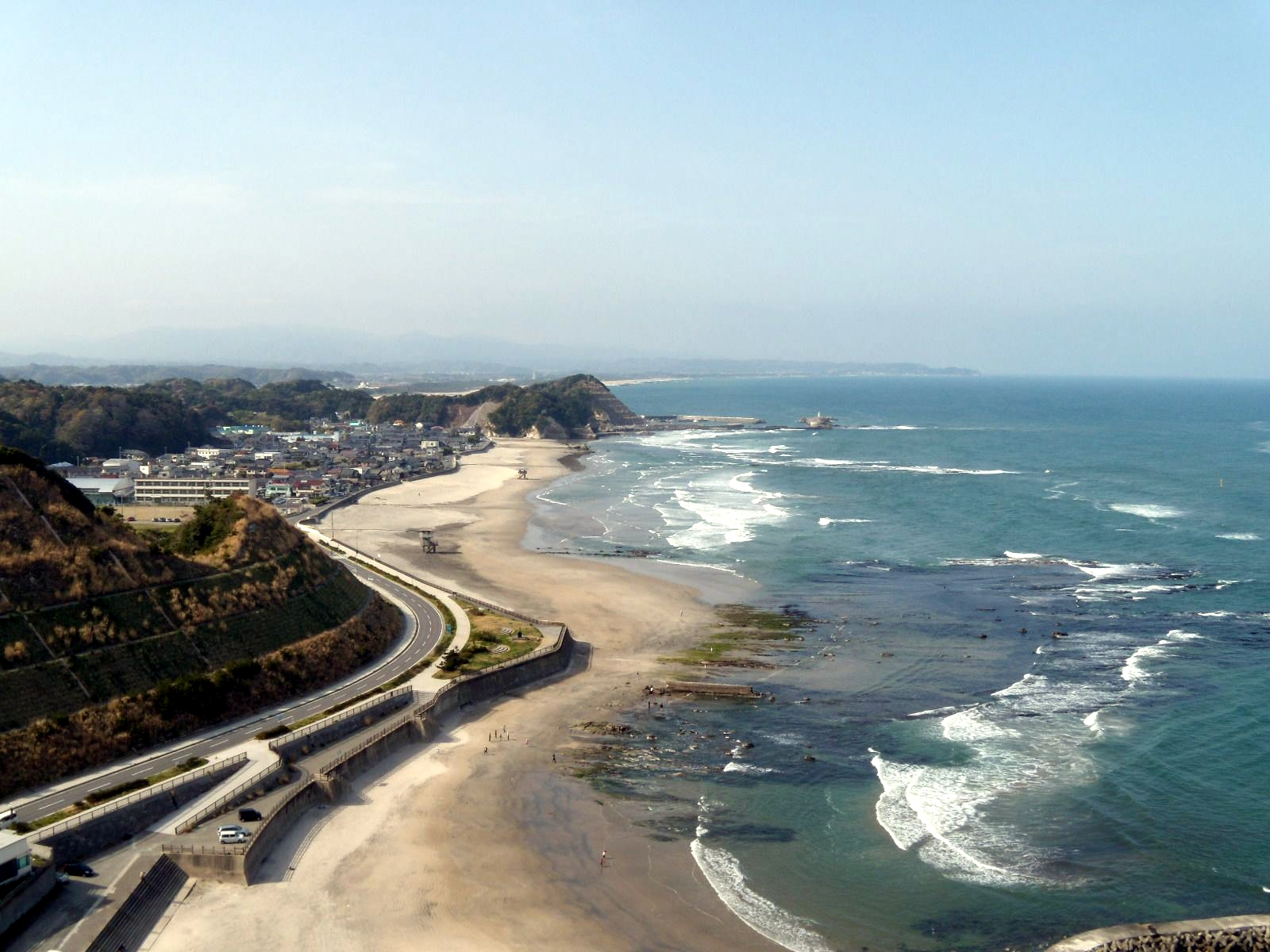
塩屋埼灯台より北側を望む

- 一帯は潮の流れが激しく暗礁も多い、海上交通の難所として古くから知られていた。このため江戸時代から狼煙台がつくられた。
- 1899年（明治32年）12月15日：煉瓦石造で建てられ、初点灯[1]した。
- 1914年（大正3年）3月29日：燭光数変更[2]。
- 1920年（大正9年）11月12日：燭光数変更[3]。
- 1926年（大正15年）8月17日：豊間村立の霧信号所（モーターサイレン）設置、吹鳴開始[4]。
- 1932年（昭和7年）11月1日：無線方位信号所（中波、無線標識局）設置[5][6]。
- 1935年（昭和10年）6月17日：寄付により霧信号所が逓信省に移管される[7]。
- 1938年（昭和13年）
  - 11月5日：福島県東方沖地震により破損。
  - 11月17日：仮灯点灯[8]。
- 1939年（昭和14年）7月10日：仮灯を変更[9][10]。
- 1940年（昭和15年）3月30日：鉄筋コンクリート造に改築し点灯[11][12]。
- 1945年（昭和20年）：太平洋戦争末期に度々米軍の標的となり、飛行機や潜水艦からの攻撃を受けて破壊され、灯台としての機能を喪失。灯台職員も殉職した。
- 1947年（昭和22年）5月6日：本灯復旧、それまで仮灯が点灯していた[13]。
- 1950年（昭和25年）4月7日：戦災復旧工事によってレンズや灯器を修復。
- 1957年（昭和32年）：映画「喜びも悲しみも幾歳月」（松竹映画作品、木下惠介監督）が公開され、主題歌共々日本国内で全国的ヒット。灯台職員とその家族が日本全国の辺地の灯台勤務で積み重ねる、長い人生の哀歓を描いた映画作品である。本作は当時の塩屋埼灯台長夫人・田中きよの手記「海を守る夫とともに20年」（雑誌「婦人倶楽部」寄稿、1956年8月号に掲載）から原案を得た内容で、映画には塩屋埼灯台もロケーションで登場した。
- 1977年（昭和52年）3月29日：霧信号所モーターサイレンからダイヤフラムホーンへ変更。
- 1992年（平成4年）10月31日：無線方位信号所（中波）廃止。
- 1993年（平成5年）2月：無人化。
- 2008年（平成20年）4月10日：無線方位信号所（レーマークビーコン）廃止[14]。
- 2011年（平成23年）
  - 3月11日：東北地方太平洋沖地震により消灯（3月26日発表 航行警報 11-0915 [リンク切れ] ）。
  - 11月30日：約9ヶ月ぶりに再点灯。
- 2019年（平成31年）4月18日：同年12月15日に迎える初点灯120周年に向けて記念事業が立ち上がる。(記念事業facebbokページ)

- 塩屋埼灯台（北方からの遠景）
- 塩屋埼灯台より北側を望む

## 付属施設
- 霧信号所（ダイヤフラムホーン）
- 無線方位信号所（レーマークビーコン）

## 一般公開
一般公開（有料300円、小学生以下無料）されている参観灯台で、階段で上まで登ることができ、灯台資料展示室も見学できる。公開時間は、8:30 - 16:00（入館は30分前まで）。年中無休（但し荒天時は休み）。50台（大型10台）が停められる無料駐車場あり。
2011年3月11日に発生した東日本大震災の被害の影響により、復旧工事のため一時参観中止となっていた。2014年2月22日再開。

## 記念碑など
- 灯台の近くには、美空ひばりの『みだれ髪』歌碑（センサーで曲が流れる）や遺影碑、「永遠のひばり像」（センサーで『悲しき口笛』が流れる）が建立されている「雲雀乃苑（ひばりのその）」がある。2024年（令和6年）10月17日には、京都太秦美空ひばり座（東映太秦映画村内）で展示されていた、ひばりのブロンズ像が移設されている[15]。
- 「雲雀乃苑」の近郊には、『喜びも悲しみも幾歳月』（映画・木下惠介監督 1957年松竹作品）の記念碑が建っている。